# Вардане (платформа)
Вардане́ — платформа Северо-Кавказской железной дороги РЖД, расположена в микрорайоне Вардане Лазаревского района города Сочи, Краснодарский край, Россия.
Расположена в микрорайоне Вардане города Сочи. Открыта в 1918 году.
Грузовые и пассажирские операции на платформе не производятся. Остановка пригородных электропоездов.